# David Alter
David Alter (Contea di Westmoreland, 3 dicembre 1807 – Freeport, 18 settembre 1881) è stato un medico, scienziato e inventore statunitense.

## Biografia
David Alter fu medico, scienziato e inventore, figlio di John Alter e Eleanor Sheetz, originari della Svizzera. Studiò fisiologia a Elderton negli anni'30. Sposò Laura Rowley e alla morte di questi, la sorella Amanda Rowley. Ebbero tredici figli.

Nel 1836 a Elderton, David Alter inventa il telegrafo, un anno prima di Samuel Morse. Disse al riguardo: 
David Alter studiò medicina alla Reformed Medical College di New York City e alla Cincinnati Medical School (1841-1842).
Fabbricò bromina, creò una stazione meteorologica, lavorò come fisico e fece i primi dagherrotipi di Freeport.

## Invenzioni
- 1836 - telegrafo[2][3][4]
- 1840 - buggy elettrica.
- 1845 - brevetto di purificazione di bromina dai sali (Exhibition of the Industry of All Nations in New York City del 1853)
- 1854 - Spettroscopia, precursore. Articolo: On Certain Physical Properties of Light Produced by the Combustion of Different Metals in an Electric Spark Refracted by a Prism.[5] Carta con linee colorate rispettivamente ai metalli analizzati
- 1855 - Spettroscopia dei gas.[6] Successivamente Gustav Kirchhoff e Robert Bunsen
- 1858 - brevetto per l'estrazione di olio da coal and Shale (roccia), assieme a Samuel Hill
- un tipo di orologio elettrico
- tipi di telefono, antecedenti quello di Alexander Graham Bell